# Dendronephthya suesiana
Dendronephthya suesiana är en korallart som beskrevs av Thomson och Jack Macqueen 1907. Dendronephthya suesiana ingår i släktet Dendronephthya och familjen Nephtheidae. Inga underarter finns listade i Catalogue of Life.